# بوغرضة (بني شبون)
بوغرضة هو دُوَّار يقع بجماعة بني جميل مكسولين، إقليم الحسيمة، جهة طنجة تطوان الحسيمة في المملكة المغربية. ينتمي الدوّار لمشيخة بني شبون التي تضم 13 دوار. يقدر عدد سكانه بـ 197 نسمة حسب الإحصاء الرسمي للسكان والسكنى لسنة 2004.

## روابط خارجية
- البوابة الوطنية للجماعات الترابية نسخة محفوظة 12 مارس 2018 على موقع واي باك مشين.
- المندوبية السامية للتخطيط